# 캐논 EOS 5D Mark IV

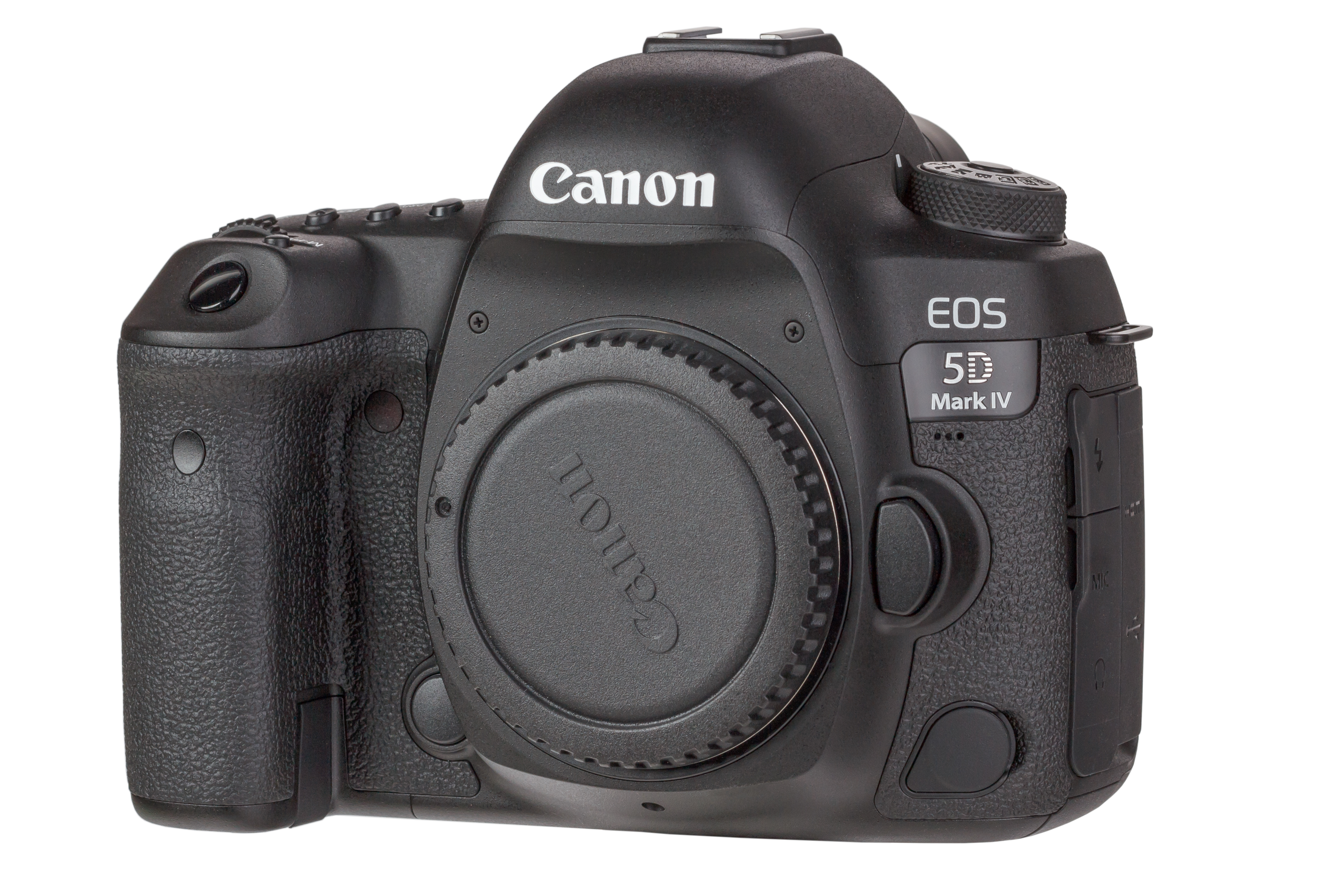
EOS 5D Mark IV

캐논 EOS 5D Mark IV(Cannon 5D Mark IV) 캐논의 중급형 풀 프레임으로 캐논 오두막쓰리(5D Mark III)의 후속작이다. 3040만 화소의 유효 화소를 가졌으며 최대 셔터 스피드 1/8000초, 초당 연사속도 7장/s  4K 영상 지원 GPS, NFC, WIFI, 전자 수평계, 듀얼 픽셀 AF 등 많은 기능을 추가한 캐논의 최신 작이다. 캐논 6D / 6d mark II 보다는 상위 기종이나 EOS-1D X Mark III 보다는 하위 기종이다.

## 캐논 5D Mark IV 의 스펙
- 유효화소 3040만 화소
- 동영상 4K 30fps 지원
- 방진 방적 기능 지원
- DIGIG 6+ 이미지 처리 기능 적용
- 셔터 스피드 30"` 1/8000 초
- 가본 ISO 100~12800 확장 50~ 102400 지원
- 라이브 뷰를 위한 듀얼픽셀AF 지원
- 시야율 100% 배율 0.71배의 아이레벨 펜타 프리즘
- 부가기능 GPS,WIFI,NFC,전자수평계, 렌즈수차 보정, 먼지제거 기능, 라이브 뷰 기능, AF 미세조정, 역광조정, 다중노출 기능 지원
- 마그네슘 함금 바디 부피 1331cc 무게(배터리 포함)890g 배터리 없이 800g,(가로x세로x두께): 15.1 x 11.6 x 7.6 cm
- 듀얼 슬롯 지원. 슬롯1:CF 카드  슬롯2:SD, SDHC, SDXC (UHS-1 호환)
- AF 측거점 61개 그중 크로스 41개
- 3.2 인치 162만 화소, 터치 지원 액정 모니터
- 마이크, 헤드셋 3.5mm 지원
- USB 3.0 지원
- 배터리 성능. 라이브 뷰 사용시 약 300장 뷰 파인더 사용시 약 900장